# Luciana Rebelo
Luciana Resende Rebelo (født 27. juli 2005) er en portugisisk håndboldspiller, der spiller for den danske klub Team Esbjerg og Portugals kvindehåndboldlandshold.
Rebelo skiftede i efteråret 2023 til den danske topklub Team Esbjerg, hvor hun skrev en 4-årig kontrakt.
Hun blev udtaget til EM i kvindehåndbold 2024 i Schweiz, Ungarn og Østrig.